# Llista de topònims de Palau-solità i Plegamans
Llista de topònims (noms propis de lloc) del municipi de Palau-solità i Plegamans, al Vallès Occidental
Informació actualitzada per un bot. Els canvis manuals es perdran quan s'actualitzi!

## arbre singular
| imatge | Nom                         | Ubicat a                 | instància de   | Detalls                                                             | coordenades                                                                   | Protecció        | Commons (més fotos) | Dades a WD                    |
| ------ | --------------------------- | ------------------------ | -------------- | ------------------------------------------------------------------- | ----------------------------------------------------------------------------- | ---------------- | ------------------- | ----------------------------- |
|        | alzina de Can Pedró         | Palau-solità i Plegamans | arbre singular | Taxon: alzina (Quercus ilex) Ample: 23.7m Alt: 19m Perímetre: 3.92m | 41° 35′ 24″ N, 2° 10′ 44″ E / 41.59°N,2.17896°E ca:Plaça de l'Alzina 136 msnm | arbre monumental | Alzina de Can Pedró | Modifica les dades a Wikidata |
|        | lledoners de can Boada Vell | Palau-solità i Plegamans | arbre singular |                                                                     | 41° 33′ 53″ N, 2° 10′ 35″ E / 41.56476°N,2.17636°E ca:Can Boada Vell          |                  |                     | Modifica les dades a Wikidata |
|        | roure de Can Duran          | Palau-solità i Plegamans | arbre singular | Taxon: roure de fulla gran (Quercus petraea)                        | 41° 35′ 19″ N, 2° 09′ 52″ E / 41.588738°N,2.164454°E                          |                  |                     | Modifica les dades a Wikidata |

## casa
| imatge | Nom                 | Ubicat a                 | instància de | Detalls                             | coordenades | Protecció                   | Commons (més fotos) | Dades a WD                    |
| ------ | ------------------- | ------------------------ | ------------ | ----------------------------------- | --- | --------------------------- | ------------------- | ----------------------------- |
|        | Ca n'Estudis        | Palau-solità i Plegamans | casa         | Estil: arquitectura modernista 1906 | 41° 35′ 09″ N, 2° 10′ 47″ E / 41.585903°N,2.179778°E ca:Avinguda de Catalunya, 203-205 133 msnm                 | bé cultural d'interès local | Ca n'Estudis        | Modifica les dades a Wikidata |
|        | Can Duran           | Palau-solità i Plegamans | casa         | Estil: modernisme català 1909       | 41° 35′ 21″ N, 2° 09′ 43″ E / 41.58903°N,2.16188°E ca:Ctra. de Sentmenat, s/n, 08184, Palau-solità i Plegamans. | bé cultural d'interès local |                     | Modifica les dades a Wikidata |
|        | Can Salvà           | Palau-solità i Plegamans | casa         | Estil: noucentisme                  | 41° 35′ 14″ N, 2° 10′ 09″ E / 41.587353°N,2.169045°E                                                            | bé cultural d'interès local | Can Salvà           | Modifica les dades a Wikidata |
|        | Casa Luján          | Palau-solità i Plegamans | casa         |                                     | 41° 34′ 39″ N, 2° 10′ 53″ E / 41.577376°N,2.18141°E                                                             | bé cultural d'interès local |                     | Modifica les dades a Wikidata |
|        | casa Folch i Torres | Palau-solità i Plegamans | casa         | Estil: noucentisme                  | 41° 35′ 07″ N, 2° 10′ 51″ E / 41.585192°N,2.180764°E ca:Cami del Castell, 25 145 msnm                           | bé cultural d'interès local | Casa Folch i Torres | Modifica les dades a Wikidata |

## curs d'aigua
| imatge | Nom                   | Ubicat a                                                                        | instància de | Detalls                                    | coordenades                                                                                               | Protecció | Commons (més fotos) | Dades a WD                    |
| ------ | --------------------- | ------------------------------------------------------------------------------- | ------------ | ------------------------------------------ | --- | --------- | ------------------- | ----------------------------- |
|        | riera de Caldes       | Caldes de Montbui Palau-solità i Plegamans Santa Perpètua de Mogoda la Llagosta | curs d'aigua | Desemboca: Besòs Llarg: 22km Conca: 111km² | 41° 40′ 31″ N, 2° 07′ 59″ E / 41.675413°N,2.133147°E 41° 30′ 49″ N, 2° 12′ 40″ E / 41.513524°N,2.211012°E |           | Riera de Caldes     | Modifica les dades a Wikidata |
|        | riera de Sentmenat    | Caldes de Montbui Sentmenat Palau-solità i Plegamans                            | curs d'aigua | Desemboca: riera de Caldes Llarg: 14.5km   | 41° 39′ 17″ N, 2° 06′ 18″ E / 41.654748°N,2.105036°E 41° 34′ 45″ N, 2° 10′ 28″ E / 41.579116°N,2.174332°E |           | Riera de Sentmenat  | Modifica les dades a Wikidata |
|        | torrent d'en Baell    | Sentmenat Palau-solità i Plegamans                                              | curs d'aigua | Desemboca: riera de Caldes Llarg: 6.7km    | 41° 38′ 14″ N, 2° 07′ 58″ E / 41.637123°N,2.132681°E 41° 34′ 52″ N, 2° 10′ 25″ E / 41.581188°N,2.173486°E |           |                     | Modifica les dades a Wikidata |
|        | torrent de Ca n'Oller | Santa Perpètua de Mogoda Polinyà Palau-solità i Plegamans                       | curs d'aigua | Desemboca: riera de Caldes Llarg: 5.5km    | 41° 34′ 44″ N, 2° 09′ 06″ E / 41.578979°N,2.15164°E 41° 32′ 45″ N, 2° 10′ 41″ E / 41.545829°N,2.178076°E  |           |                     | Modifica les dades a Wikidata |

## entitat singular de població
| imatge | Nom                                               | Ubicat a                 | instància de                                                                   | Detalls              | coordenades | Protecció | Commons (més fotos) | Dades a WD                    |
| ------ | ------------------------------------------------- | ------------------------ | ------------------------------------------------------------------------------ | -------------------- | --- | --------- | ------------------- | ----------------------------- |
|        | Can Cortès i la Pedra Llarga                      | Palau-solità i Plegamans | entitat singular de població                                                   | 1240 hab             | 41° 34′ 52″ N, 2° 10′ 42″ E / 41.5812006737623°N,2.17843083884718°E 139 msnm                                                          |           |                     | Modifica les dades a Wikidata |
|        | Can Falguera i els Turons                         | Palau-solità i Plegamans | entitat singular de població                                                   | 1709 hab             | 41° 35′ 42″ N, 2° 11′ 08″ E / 41.59495925°N,2.18561424°E 183 msnm                                                                     |           |                     | Modifica les dades a Wikidata |
|        | Can Maiol                                         | Palau-solità i Plegamans | entitat singular de població                                                   | 170 hab              | 41° 34′ 26″ N, 2° 11′ 08″ E / 41.573991377798°N,2.1856277538203°E 141 msnm                                                            |           |                     | Modifica les dades a Wikidata |
|        | Can Perera i Can Valls                            | Palau-solità i Plegamans | entitat singular de població                                                   | 18th century 144 hab | 41° 34′ 05″ N, 2° 10′ 14″ E / 41.5680017734099°N,2.17044230579677°E ca:C. de la Noguera, 1, 08184, Palau-solità i Plegamans. 126 msnm |           |                     | Modifica les dades a Wikidata |
|        | Can Riera                                         | Palau-solità i Plegamans | entitat singular de població                                                   | 1266 hab             | 41° 34′ 50″ N, 2° 09′ 52″ E / 41.58056757°N,2.16452571°E 136 msnm                                                                     |           |                     | Modifica les dades a Wikidata |
|        | Montjuïc                                          | Palau-solità i Plegamans | entitat singular de població                                                   | 675 hab              | 41° 35′ 18″ N, 2° 09′ 41″ E / 41.588229004512°N,2.1614540001624°E 130 msnm                                                            |           |                     | Modifica les dades a Wikidata |
|        | Palau-solità i Plegamans                          | Palau-solità i Plegamans | entitat singular de població capital municipal ens local històric de Catalunya | 3372 hab             | 41° 35′ 15″ N, 2° 10′ 50″ E / 41.58739422°N,2.18068232°E 147 msnm                                                                     |           |                     | Modifica les dades a Wikidata |
|        | Polígon industrial de la Riera de Caldes          | Palau-solità i Plegamans | entitat singular de població polígon industrial                                | 518 hab              | 41° 33′ 50″ N, 2° 10′ 35″ E / 41.56380989°N,2.17641078°E 100 msnm                                                                     |           |                     | Modifica les dades a Wikidata |
|        | el Carrer de Baix i la Plana de Can Periquet      | Palau-solità i Plegamans | entitat singular de població                                                   | 1489 hab             | 41° 34′ 41″ N, 2° 10′ 48″ E / 41.5780949914015°N,2.17994566841044°E 125 msnm                                                          |           |                     | Modifica les dades a Wikidata |
|        | el Carrer de Dalt, la Pineda i el Pla de l'Alzina | Palau-solità i Plegamans | entitat singular de població                                                   | 2640 hab             | 41° 35′ 45″ N, 2° 10′ 28″ E / 41.59595201°N,2.17452664°E 137 msnm                                                                     |           |                     | Modifica les dades a Wikidata |
|        | el Castell i la Tenda Nova                        | Palau-solità i Plegamans | entitat singular de població ens local històric de Catalunya                   | 800 hab              | 41° 34′ 54″ N, 2° 11′ 02″ E / 41.581789°N,2.183957°E 160 msnm                                                                         |           |                     | Modifica les dades a Wikidata |
|        | la Sagrera                                        | Palau-solità i Plegamans | entitat singular de població                                                   | 1421 hab             | 41° 35′ 00″ N, 2° 10′ 03″ E / 41.583437°N,2.167471°E 133 msnm                                                                         |           |                     | Modifica les dades a Wikidata |

## escut d'armes
| imatge | Nom                           | Ubicat a                 | instància de                        | Detalls                     | coordenades                                                                   | Protecció                                            | Commons (més fotos)           | Dades a WD                    |
| ------ | ----------------------------- | ------------------------ | ----------------------------------- | --------------------------- | ----------------------------------------------------------------------------- | ---------------------------------------------------- | ----------------------------- | ----------------------------- |
|        | escut de la família Plegamans | Palau-solità i Plegamans | escut d'armes element arquitectònic | Estil: arquitectura gòtica  | 41° 35′ 11″ N, 2° 10′ 45″ E / 41.586501°N,2.179087°E                          | bé d'interès cultural bé cultural d'interès nacional | Escut de la família Plegamans | Modifica les dades a Wikidata |
|        | escut del llinatge Falguera   | Palau-solità i Plegamans | escut d'armes element arquitectònic | Estil: arquitectura popular | 41° 35′ 47″ N, 2° 11′ 23″ E / 41.596268°N,2.189702°E ca:Can Falguera 181 msnm | bé d'interès cultural bé cultural d'interès nacional | Escut del llinatge Falguera   | Modifica les dades a Wikidata |

## església
| imatge | Nom                                | Ubicat a                 | instància de | Detalls                                                 | coordenades                                                                                               | Protecció                                            | Commons (més fotos)                    | Dades a WD                    |
| ------ | ---------------------------------- | ------------------------ | ------------ | ------------------------------------------------------- | --- | ---------------------------------------------------- | -------------------------------------- | ----------------------------- |
|        | Comanda de Palau                   | Palau-solità i Plegamans | església     | Estil: arquitectura romànica                            | 41° 34′ 33″ N, 2° 10′ 23″ E / 41.5757°N,2.1729361111111°E ca:Camí de Santa Magdalena 121 msnm             | bé d'interès cultural bé cultural d'interès nacional | Comanda de Palau                       | Modifica les dades a Wikidata |
|        | Santa Maria de Palau-solità        | Palau-solità i Plegamans | església     | Estil: arquitectura romànica                            | 41° 35′ 05″ N, 2° 10′ 13″ E / 41.584674°N,2.170412°E 128 msnm                                             | bé cultural d'interès local                          | Santa Maria de Palau-solità            | Modifica les dades a Wikidata |
|        | capella de Sant Genís de Plegamans | Palau-solità i Plegamans | església     | Estil: arquitectura romànica 11st century Estat: ruïnós | 41° 35′ 08″ N, 2° 11′ 02″ E / 41.585527°N,2.183977°E ca:Camí de la Serra, al costat de Can Gordi 166 msnm | bé cultural d'interès local                          | Sant Genís de Palau-solità i Plegamans | Modifica les dades a Wikidata |
|        | església de Sant Genís             | Palau-solità i Plegamans | església     | Arquitecte: Isidre Puig i Boada 1944                    | 41° 35′ 18″ N, 2° 10′ 46″ E / 41.588269°N,2.179392°E                                                      | bé cultural d'interès local                          | Sant Genís de Plegamans                | Modifica les dades a Wikidata |

## masia
| imatge | Nom                  | Ubicat a                           | instància de | Detalls                                         | coordenades | Protecció                                  | Commons (més fotos)                      | Dades a WD                    |
| ------ | -------------------- | ---------------------------------- | ------------ | ----------------------------------------------- | --- | ------------------------------------------ | ---------------------------------------- | ----------------------------- |
|        | Ca l'Aiguader        | Palau-solità i Plegamans           | masia        | Estil: arquitectura popular 18th century        | 41° 35′ 49″ N, 2° 10′ 06″ E / 41.597062°N,2.168454°E ca:Camí de Can Tarragona 156 msnm                                                                                   | bé cultural d'interès local                | Ca l'Aiguader                            | Modifica les dades a Wikidata |
|        | Ca n'Arimon          | Palau-solità i Plegamans           | masia        | Estil: arquitectura popular 15th century        | 41° 34′ 50″ N, 2° 11′ 25″ E / 41.580474°N,2.190223°E ca:Passat el km 6 al camí de Can Cerdà en direcció a Caldes 136 msnm                                                | bé cultural d'interès local                | Ca n'Arimon                              | Modifica les dades a Wikidata |
|        | Can Boada Nou        | Palau-solità i Plegamans           | masia        | 1888                                            | 41° 34′ 10″ N, 2° 10′ 59″ E / 41.5693163004358°N,2.18294726421302°E ca:C. dels Ferrers, s/n, 08184, Palau-solità i Plegamans (costat intersecció av. Catalunya i C-155). |                                            |                                          | Modifica les dades a Wikidata |
|        | Can Boada Vell       | Palau-solità i Plegamans           | masia        | Estil: arquitectura popular                     | 41° 33′ 59″ N, 2° 10′ 39″ E / 41.56627°N,2.17758°E ca:Ronda de Can Boada Vell, davant del Parc de l’Hostal del F um. 111 msnm                                            | bé integrant del patrimoni cultural català | Can Boada Vell                           | Modifica les dades a Wikidata |
|        | Can Borrell          | Palau-solità i Plegamans           | masia        |                                                 | 41° 35′ 34″ N, 2° 10′ 28″ E / 41.5928179139502°N,2.17437206655478°E |                                            |                                          | Modifica les dades a Wikidata |
|        | Can Boter            | Palau-solità i Plegamans           | masia        | Estil: arquitectura popular                     | 41° 35′ 14″ N, 2° 10′ 50″ E / 41.587107°N,2.180615°E 145 msnm | bé integrant del patrimoni cultural català | Can Boter (Palau-solità i Plegamans)     | Modifica les dades a Wikidata |
|        | Can Burguès          | Palau-solità i Plegamans           | masia        | Estil: arquitectura popular 20th century        | 41° 34′ 11″ N, 2° 10′ 18″ E / 41.569604812374°N,2.17165718876157°E ca:Ctra. C-155 Sabadell-Granollers, Km 6.7, 08184, Palau-solità i Plegamans.                          |                                            |                                          | Modifica les dades a Wikidata |
|        | Can Carreter         | Palau-solità i Plegamans           | masia        | Estil: arquitectura popular                     | 41° 35′ 11″ N, 2° 10′ 45″ E / 41.586501°N,2.179087°E ca:Camí Reial, 126 130 msnm                                                                                         | bé cultural d'interès local                | Can Carreter (Palau-solità i Plegamans)  | Modifica les dades a Wikidata |
|        | Can Cerdà            | Palau-solità i Plegamans           | masia        | Estil: arquitectura popular 15th century        | 41° 34′ 34″ N, 2° 11′ 29″ E / 41.5761°N,2.19139°E ca:Passat el km 6 direcció a Caldes 126 msnm                                                                           | bé cultural d'interès local                | Can Cerdà (Palau-solità i Plegamans)     | Modifica les dades a Wikidata |
|        | Can Cladelles        | Palau-solità i Plegamans Sentmenat | masia        | Estil: arquitectura popular                     | 41° 34′ 56″ N, 2° 10′ 10″ E / 41.582111111111°N,2.1695833333333°E ca:Camí de Santa Magdalena, 8 126 msnm                                                                 | bé cultural d'interès local                | Can Cladelles (Palau-solità i Plegamans) | Modifica les dades a Wikidata |
|        | Can Cortès           | Palau-solità i Plegamans           | masia        | Estil: arquitectura popular                     | 41° 35′ 02″ N, 2° 10′ 46″ E / 41.583928°N,2.179467°E ca:Camí Reial, 56 126 msnm                                                                                          | bé cultural d'interès local                | Can Cortès (Palau-solità i Plegamans)    | Modifica les dades a Wikidata |
|        | Can Costa Nou        | Palau-solità i Plegamans           | masia        |                                                 | 41° 35′ 05″ N, 2° 09′ 30″ E / 41.5847573931731°N,2.15835094106801°E |                                            |                                          | Modifica les dades a Wikidata |
|        | Can Duran            | Palau-solità i Plegamans           | masia        | Estil: arquitectura modernista gòtic tardà 1909 | 41° 35′ 20″ N, 2° 09′ 42″ E / 41.58898°N,2.161791°E ca:Carretera de Sentmenat 143 msnm                                                                                   | bé cultural d'interès local                | Can Duran (Palau-solità)                 | Modifica les dades a Wikidata |
|        | Can Falguera         | Palau-solità i Plegamans           | masia        | Estil: arquitectura popular                     | 41° 35′ 47″ N, 2° 11′ 23″ E / 41.596268°N,2.189702°E ca:Urbanització Can Falguera (final Carrer Major) 185 msnm                                                          | bé integrant del patrimoni cultural català | Masia de Can Falguera                    | Modifica les dades a Wikidata |
|        | Can Feló             | Palau-solità i Plegamans           | masia        |                                                 | 41° 35′ 12″ N, 2° 09′ 38″ E / 41.5865576636304°N,2.16065502110451°E |                                            |                                          | Modifica les dades a Wikidata |
|        | Can Figueres         | Palau-solità i Plegamans           | masia        |                                                 | 41° 35′ 40″ N, 2° 11′ 11″ E / 41.5945432904913°N,2.18644477736024°E |                                            |                                          | Modifica les dades a Wikidata |
|        | Can Gordi            | Palau-solità i Plegamans           | masia        | Estil: arquitectura popular 15th century        | 41° 35′ 07″ N, 2° 11′ 03″ E / 41.585272°N,2.184137°E ca:Camí de la Serra 164 msnm                                                                                        | bé cultural d'interès local                | Can Gordi                                | Modifica les dades a Wikidata |
|        | Can Grau             | Palau-solità i Plegamans           | masia        | Estil: arquitectura popular                     | 41° 33′ 35″ N, 2° 10′ 42″ E / 41.559763°N,2.178358°E ca:C. dels Joiers, 21, 08184, Palau-solità i Plegamans (Würth. Polígon Boada Vell). 103 msnm                        | bé integrant del patrimoni cultural català | Can Grau (Palau-solità i Plegamans)      | Modifica les dades a Wikidata |
|        | Can Joan             | Palau-solità i Plegamans           | masia        |                                                 | 41° 35′ 02″ N, 2° 10′ 43″ E / 41.5837511982429°N,2.17863844176929°E |                                            |                                          | Modifica les dades a Wikidata |
|        | Can Maiol            | Palau-solità i Plegamans           | masia        | Estil: arquitectura popular                     | 41° 34′ 19″ N, 2° 11′ 01″ E / 41.571879°N,2.183662°E ca:Carrer del Montseny, s/n (prop carretera de Mollet a Moià) 124 msnm                                              | bé cultural d'interès local                | Can Maiol (Palau-solità i Plegamans)     | Modifica les dades a Wikidata |
|        | Can Malla            | Palau-solità i Plegamans           | masia        | Estil: arquitectura popular 1770                | 41° 35′ 42″ N, 2° 10′ 47″ E / 41.595063°N,2.179686°E ca:Carrer de Dalt, cantonada carrer d'Enric Borràs 142 msnm                                                         | bé integrant del patrimoni cultural català | Can Malla (Palau-solità i Plegamans)     | Modifica les dades a Wikidata |
|        | Can Padró            | Palau-solità i Plegamans           | masia        | Estil: arquitectura popular                     | 41° 35′ 21″ N, 2° 10′ 53″ E / 41.589112°N,2.181417°E ca:Camí de Can Padró, entre el camí de La Serra i el camí de Plegamans 168 msnm                                     | bé cultural d'interès local                | Can Padró (Palau-solità i Plegamans)     | Modifica les dades a Wikidata |
|        | Can Pavana           | Palau-solità i Plegamans           | masia        |                                                 | 41° 35′ 20″ N, 2° 10′ 21″ E / 41.5890216098126°N,2.17252480548043°E |                                            |                                          | Modifica les dades a Wikidata |
|        | Can Pere de la Font  | Palau-solità i Plegamans           | masia        |                                                 | 41° 35′ 25″ N, 2° 09′ 47″ E / 41.5903934111115°N,2.16294493181394°E |                                            |                                          | Modifica les dades a Wikidata |
|        | Can Peret Viola      | Palau-solità i Plegamans           | masia        |                                                 | 41° 35′ 30″ N, 2° 10′ 30″ E / 41.5917049134367°N,2.17491416949497°E |                                            |                                          | Modifica les dades a Wikidata |
|        | Can Periquet         | Palau-solità i Plegamans           | masia        |                                                 | 41° 34′ 32″ N, 2° 11′ 00″ E / 41.575596248491°N,2.18321598179548°E |                                            |                                          | Modifica les dades a Wikidata |
|        | Can Planes           | Palau-solità i Plegamans           | masia        | Estil: arquitectura popular 1784                | 41° 33′ 52″ N, 2° 11′ 03″ E / 41.564398°N,2.184128°E ca:Polígon Industrial Riera de Caldes 111 msnm                                                                      | bé integrant del patrimoni cultural català | Can Planes (Palau-solità i Plegamans)    | Modifica les dades a Wikidata |
|        | Can Puig-oriol       | Palau-solità i Plegamans           | masia        | Estil: arquitectura popular                     | 41° 35′ 58″ N, 2° 11′ 00″ E / 41.599538°N,2.183361°E | bé cultural d'interès local                |                                          | Modifica les dades a Wikidata |
|        | Can Ral              | Palau-solità i Plegamans           | masia        | Estil: arquitectura popular                     | 41° 34′ 58″ N, 2° 09′ 33″ E / 41.582683°N,2.159197°E ca:Camí de can Ral, s/n, 08184, Palau-solità i Plegamans. 147 msnm                                                  | bé cultural d'interès local                | Can Ral                                  | Modifica les dades a Wikidata |
|        | Can Riera            | Palau-solità i Plegamans           | masia        | Estil: arquitectura popular 16th century        | 41° 34′ 51″ N, 2° 09′ 48″ E / 41.580731°N,2.163229°E ca:Camí de can Riera, s/n, 08184, Palau-solità i Plegamans (direcció la Sagrera).                                   | bé cultural d'interès local                | Can Riera (Palau-solità)                 | Modifica les dades a Wikidata |
|        | Can Sords            | Palau-solità i Plegamans           | masia        | Estil: arquitectura popular                     | 41° 35′ 26″ N, 2° 09′ 38″ E / 41.590665°N,2.160617°E 146 msnm | bé cultural d'interès local                | Can Sords                                | Modifica les dades a Wikidata |
|        | Can Torrents         | Palau-solità i Plegamans           | masia        | Estil: arquitectura popular 1745                | 41° 35′ 25″ N, 2° 11′ 05″ E / 41.590288°N,2.184666°E ca:Camí de Can Torrents, s/n, 08184, Palau-solità i Plegamans. 159 msnm                                             | bé integrant del patrimoni cultural català | Can Torrents (Palau-solità i Plegamans)  | Modifica les dades a Wikidata |
|        | Can Triador          | Palau-solità i Plegamans           | masia        |                                                 | 41° 33′ 49″ N, 2° 11′ 03″ E / 41.563618°N,2.184195°E 108 msnm |                                            |                                          | Modifica les dades a Wikidata |
|        | Can Valls            | Palau-solità i Plegamans           | masia        | Estil: arquitectura popular                     | 41° 34′ 03″ N, 2° 09′ 35″ E / 41.567384°N,2.159779°E ca:Al costat de la carretera de Polinyà a Palau (C-155), km 5,4                                                     | bé cultural d'interès local                |                                          | Modifica les dades a Wikidata |
|        | Can Veire            | Palau-solità i Plegamans           | masia        |                                                 | 41° 33′ 32″ N, 2° 10′ 31″ E / 41.5590209443931°N,2.17536601478026°E |                                            |                                          | Modifica les dades a Wikidata |
|        | Masia Forn del Vidre | Palau-solità i Plegamans           | masia        | Estil: arquitectura popular 15th century        | 41° 35′ 58″ N, 2° 10′ 44″ E / 41.599407°N,2.178803°E ca:Ctra. B-143 de Palau-solità i Plegamans a Caldes 149 msnm                                                        | bé cultural d'interès local                | Masia Forn del Vidre                     | Modifica les dades a Wikidata |
|        | l'Hostal del Fum     | Palau-solità i Plegamans           | masia        | Estil: arquitectura popular 19th century        | 41° 33′ 43″ N, 2° 10′ 33″ E / 41.561969444444°N,2.1758972222222°E ca:Parc de l'Hostal del Fum. Av. del Camí Reial, s/n, 08184 Palau-solità i Plegamans. 98 msnm          | bé integrant del patrimoni cultural català | L'Hostal del Fum                         | Modifica les dades a Wikidata |

## nucli de població
| imatge | Nom                                                | Ubicat a                           | instància de                                           | Detalls | coordenades                                                         | Protecció | Commons (més fotos) | Dades a WD                    |
| ------ | -------------------------------------------------- | ---------------------------------- | ------------------------------------------------------ | ------- | ------------------------------------------------------------------- | --------- | ------------------- | ----------------------------- |
|        | Can Duran                                          | Palau-solità i Plegamans           | nucli de població                                      |         | 41° 35′ 27″ N, 2° 09′ 32″ E / 41.590913355646°N,2.1590196770089°E   |           |                     | Modifica les dades a Wikidata |
|        | Can Falguera                                       | Palau-solità i Plegamans           | nucli de població                                      |         | 41° 36′ 10″ N, 2° 10′ 37″ E / 41.602751753968°N,2.1768661359192°E   |           |                     | Modifica les dades a Wikidata |
|        | Can Riera                                          | Palau-solità i Plegamans           | nucli de població                                      |         | 41° 34′ 46″ N, 2° 09′ 45″ E / 41.579473°N,2.162483°E 150 msnm       |           |                     | Modifica les dades a Wikidata |
|        | Santa Magdalena                                    | Palau-solità i Plegamans           | nucli de població                                      |         | 41° 34′ 29″ N, 2° 09′ 25″ E / 41.574684512279°N,2.15683125508°E     |           |                     | Modifica les dades a Wikidata |
|        | el Carrer de Dalt la Pineda i la Plana de l'Alzina | Palau-solità i Plegamans           | nucli de població                                      |         | 41° 35′ 40″ N, 2° 09′ 45″ E / 41.594542129796°N,2.162572147882°E    |           |                     | Modifica les dades a Wikidata |
|        | els Pins                                           | Palau-solità i Plegamans           | nucli de població                                      |         | 41° 34′ 49″ N, 2° 09′ 05″ E / 41.5801390632551°N,2.15132125697134°E |           |                     | Modifica les dades a Wikidata |
|        | els Turons                                         | Palau-solità i Plegamans           | nucli de població                                      |         | 41° 35′ 38″ N, 2° 10′ 57″ E / 41.593859°N,2.182617°E 160 msnm       |           |                     | Modifica les dades a Wikidata |
|        | la Serra                                           | Can Riera Palau-solità i Plegamans | nucli de població nucli d'entitat singular de població | 550 hab | 41° 35′ 36″ N, 2° 10′ 22″ E / 41.59323718°N,2.17276143°E 134 msnm   |           |                     | Modifica les dades a Wikidata |
|        | les Cases Noves                                    | Palau-solità i Plegamans           | nucli de població                                      |         | 41° 35′ 14″ N, 2° 10′ 52″ E / 41.587268°N,2.18105°E 145 msnm        |           |                     | Modifica les dades a Wikidata |

## polígon industrial
| imatge | Nom                                   | Ubicat a                 | instància de       | Detalls | coordenades                                                         | Protecció | Commons (més fotos) | Dades a WD                    |
| ------ | ------------------------------------- | ------------------------ | ------------------ | ------- | ------------------------------------------------------------------- | --------- | ------------------- | ----------------------------- |
|        | Palau Industrial                      | Palau-solità i Plegamans | polígon industrial |         | 41° 34′ 15″ N, 2° 10′ 24″ E / 41.5707519614231°N,2.17335771888718°E |           |                     | Modifica les dades a Wikidata |
|        | Polígon industrial Can Burguès        | Palau-solità i Plegamans | polígon industrial |         | 41° 34′ 15″ N, 2° 10′ 15″ E / 41.5708412108392°N,2.17074181965962°E |           |                     | Modifica les dades a Wikidata |
|        | Polígon industrial Can Cortès         | Palau-solità i Plegamans | polígon industrial |         | 41° 34′ 54″ N, 2° 10′ 36″ E / 41.5816201943295°N,2.1766380701899°E  |           |                     | Modifica les dades a Wikidata |
|        | Polígon industrial Plana de Can Maiol | Palau-solità i Plegamans | polígon industrial |         | 41° 34′ 28″ N, 2° 10′ 53″ E / 41.5743859408424°N,2.18147996341661°E |           |                     | Modifica les dades a Wikidata |

## Misc
| imatge | Nom                                                            | Ubicat a                 | instància de         | Detalls | coordenades | Protecció                                            | Commons (més fotos)                       | Dades a WD                    |
| ------ | -------------------------------------------------------------- | ------------------------ | -------------------- | --- | --- | ---------------------------------------------------- | ----------------------------------------- | ----------------------------- |
|        | CEIP Josep Maria Folch i Torres                                | Palau-solità i Plegamans | edifici escolar      | Estil: racionalisme arquitectònic                                                                                     | 41° 35′ 11″ N, 2° 10′ 42″ E / 41.586272222222°N,2.1782861111111°E 126 msnm                                                                               | bé cultural d'interès local                          | Escoles Nacionals de la Carrerada         | Modifica les dades a Wikidata |
|        | Castell de Plegamans                                           | Palau-solità i Plegamans | castell              | Estil: arquitectura romànica arquitectura gòtica                                                                      | 41° 35′ 01″ N, 2° 10′ 57″ E / 41.5836°N,2.1825°E ca:Camí de la Serra cantonada Carrer del Castell                                                        | bé d'interès cultural bé cultural d'interès nacional | Castell de Plegamans                      | Modifica les dades a Wikidata |
|        | Escultures del Parc del Fum                                    | Palau-solità i Plegamans | obra escultòrica     | 20th century | 41° 33′ 54″ N, 2° 10′ 28″ E / 41.56502°N,2.17453°E ca:Parc de l'Hostal del Fum. Av. del Camí Reial, s/n, 08184 Palau-solità i Plegamans.                 |                                                      |                                           | Modifica les dades a Wikidata |
|        | Monument a les víctimes del terrorisme: L'aire de la llibertat | Palau-solità i Plegamans | monument             | 2009 | 41° 33′ 42″ N, 2° 10′ 27″ E / 41.56172°N,2.17424°E ca:Plaça d'Ernest Lluch (Parc de l'Hostal del Fum)                                                    |                                                      |                                           | Modifica les dades a Wikidata |
|        | Parc de l'Hostal del Fum                                       | Palau-solità i Plegamans | jardí públic         | | 41° 33′ 47″ N, 2° 10′ 28″ E / 41.56303787231445°N,2.1745100021362305°E ca:Polígon industrial Riera de Caldes                                             |                                                      |                                           | Modifica les dades a Wikidata |
|        | Plegamans                                                      | Palau-solità i Plegamans | assentament humà     | Superfície: 7km² | 41° 35′ 21″ N, 2° 10′ 56″ E / 41.58916667°N,2.18222222°E 130 msnm                                                                                        |                                                      |                                           | Modifica les dades a Wikidata |
|        | Sindicat                                                       | Palau-solità i Plegamans | edifici              | Estil: noucentisme | 41° 35′ 14″ N, 2° 10′ 46″ E / 41.587313888889°N,2.1795305555556°E 132 msnm                                                                               | bé cultural d'interès local                          | Sindicat (Palau-solità i Plegamans)       | Modifica les dades a Wikidata |
|        | ajuntament de Palau-solità i Plegamans                         | Palau-solità i Plegamans | casa consistorial    | | 41° 35′ 15″ N, 2° 10′ 43″ E / 41.587517°N,2.178494°E |                                                      | Ajuntament de Palau-solità i Plegamans    | Modifica les dades a Wikidata |
|        | bòbila de Can Duran                                            | Palau-solità i Plegamans | xemeneia de fàbrica  | Estil: arquitectura popular 1930                                                                                      | 41° 35′ 12″ N, 2° 09′ 45″ E / 41.586787°N,2.162515°E ca:Camí de Can Duran, s/n, (intersecció ctra. Sentmenat), 08184, Palau-solità i Plegamans. 136 msnm | bé integrant del patrimoni cultural català           | Xemeneia de la bòbila de Can Duran        | Modifica les dades a Wikidata |
|        | carrer de Dalt                                                 | Palau-solità i Plegamans | carrer               | Estil: arquitectura popular                                                                                           | 41° 35′ 44″ N, 2° 10′ 47″ E / 41.595547°N,2.179626°E | bé integrant del patrimoni cultural català           | Carrer de Dalt (Palau-solità i Plegamans) | Modifica les dades a Wikidata |
|        | cementiri de Palau-solità                                      | Palau-solità i Plegamans | cementiri            | Arquitecte: Antoni de Falguera i Sivilla Josep Maria de Falguera i Sivilla Estil: arquitectura eclèctica 20th century | 41° 35′ 15″ N, 2° 09′ 35″ E / 41.58751°N,2.1598°E ca:Crtra. de Sentmenat, 75 155 msnm                                                                    | bé cultural d'interès local                          | Cementiri de Palau-solità                 | Modifica les dades a Wikidata |
|        | conjunt de can Beira                                           | Palau-solità i Plegamans | conjunt d'edificis   | 18th century | 41° 33′ 35″ N, 2° 10′ 43″ E / 41.55966°N,2.1786°E ca:Polígon Industrial Riera de Caldes (C. Mercaders, Basiers, camí Reial i Via Augusta).               |                                                      |                                           | Modifica les dades a Wikidata |
|        | el Molí                                                        | Palau-solità i Plegamans | molí d'aigua         | Estil: arquitectura popular                                                                                           | 41° 35′ 27″ N, 2° 10′ 33″ E / 41.590919°N,2.175815°E 134 msnm                                                                                            | bé integrant del patrimoni cultural català           | El Molí (Palau-solità i Plegamans)        | Modifica les dades a Wikidata |
|        | font de Sant Roc                                               | Palau-solità i Plegamans | font                 | Estil: arquitectura popular 20th century                                                                              | 41° 35′ 42″ N, 2° 10′ 16″ E / 41.59512°N,2.1711°E ca:Camí de can Tarragona (Urbanització Sant Roc)                                                       | bé integrant del patrimoni cultural català           |                                           | Modifica les dades a Wikidata |
|        | jaciment de la Riera de Sentmenat                              | Palau-solità i Plegamans | jaciment arqueològic | | 41° 35′ 20″ N, 2° 09′ 25″ E / 41.588952°N,2.157013°E | bé integrant del patrimoni cultural català           |                                           | Modifica les dades a Wikidata |